# Sången om den eldröda blomman (1919)
Sången om den eldröda blomman (Nederlands: Lied van de bloedrode bloem) is een film van Mauritz Stiller. Het is een zogenaamde stomme film uit 1919. De film is opgenomen in een studio op Lidingö met scènes elders opgenomen in Faxälven, Långsele en Sollefteå. Basis voor het verhaal stond de roman Laulu tulipunaisesta kukasta van Johannes Linnankoski. Dat Finse boek verscheen in 1905 en werd in 1906 in het Zweeds uitgegeven. 
De film was destijds een groot succes en bracht uiteindelijk 80.000 Zweedse kronen op. Het werd vijf achtereenvolgende weken gedraaid in de Stockholmse bioscoop Röde Kvarn, een unicum toen. In de film speelden onder meer mee: Lars Hanson (Olof Koskela), Gretta Almroth (Annikki) en Lillebil Ibsen (Elli).

## Remakes
Er zijn vier remakes bekend:
- 1934 (Zweeds)
- 1938 (Fins)
- 1956 (Zweeds)
- 1971 (Fins)

## Muziek
De muziek bij de film werd verzorgd door componist/dirigent/pianist Armas Järnefelt. Het was een van de eerste keren dat muziek speciaal voor de film was geschreven en dat dat werd gedaan door een toentertijd al bekende componist en dirigent van opera’s. De muziek is bij de film geschreven, beelde voor beeldje, noot voor noot. Voor Järnefelt was het immers ook de eerste keer dat hij filmmuziek schreef. Toch ging het bijna mis. De film werd sneller afgedraaid dan Järnefelt voor ogen had. Hij moest na de proefvertoning de muziek nog enigszins aanpassen. De muziek is gebaseerd op volksliedjes uit Finland en Zweden. Järnefelt was een tot Zweed genaturaliseerde Fin. Er is ook muziek van derden te horen. Järnefelt als dirigent had het moeilijk om het tempo aan de film aan te passen. Hij was als dirigent gewend dat zelf te bepalen, aldus een interview in het Zweedse Svenska Dagbladet.